# 695 г. пр.н.е.

## Събития

### В Асирия
- Цар на Асирия е Сенахериб (705 – 681 пр.н.е.).[1]
- Вавилон е управляван от Ашур-надин-шуми (700 – 694 пр.н.е).[2]
- Асирийският цар изпраща военна експедиция срещу земите на областта Табал в южната част на средна Анатолия, но тя не се увенчава с особен успех като асирийците превземат и плячкосват единствено град Тил-Гариму (Til-Garimmu).[3]
- В периода 696/695 г. пр.н.е. асирийците вероятно постигат морска победа над неуточнени гръцки сили.[4]

#### В Елам
- Цар на Еламитското царство е Халушу-Иншушинак II (699 – 693 пр.н.е.).[1]